# 에밀 헤글레 스벤센
에밀 헤글레 스벤센(노르웨이어: Emil Hegle Svendsen, 1985년 7월 12일~)은 노르웨이의 바이애슬론 선수이다. 올림픽에 4회 참가하여 금메달 4개, 은메달 3개, 동메달 1개를 획득하였으며 세계 선수권 대회에서 금메달 12개, 은메달 6개, 동메달 3개를 획득했다. 또한 바이애슬론 월드컵에서 개인종합 우승 1회를 차지했다.

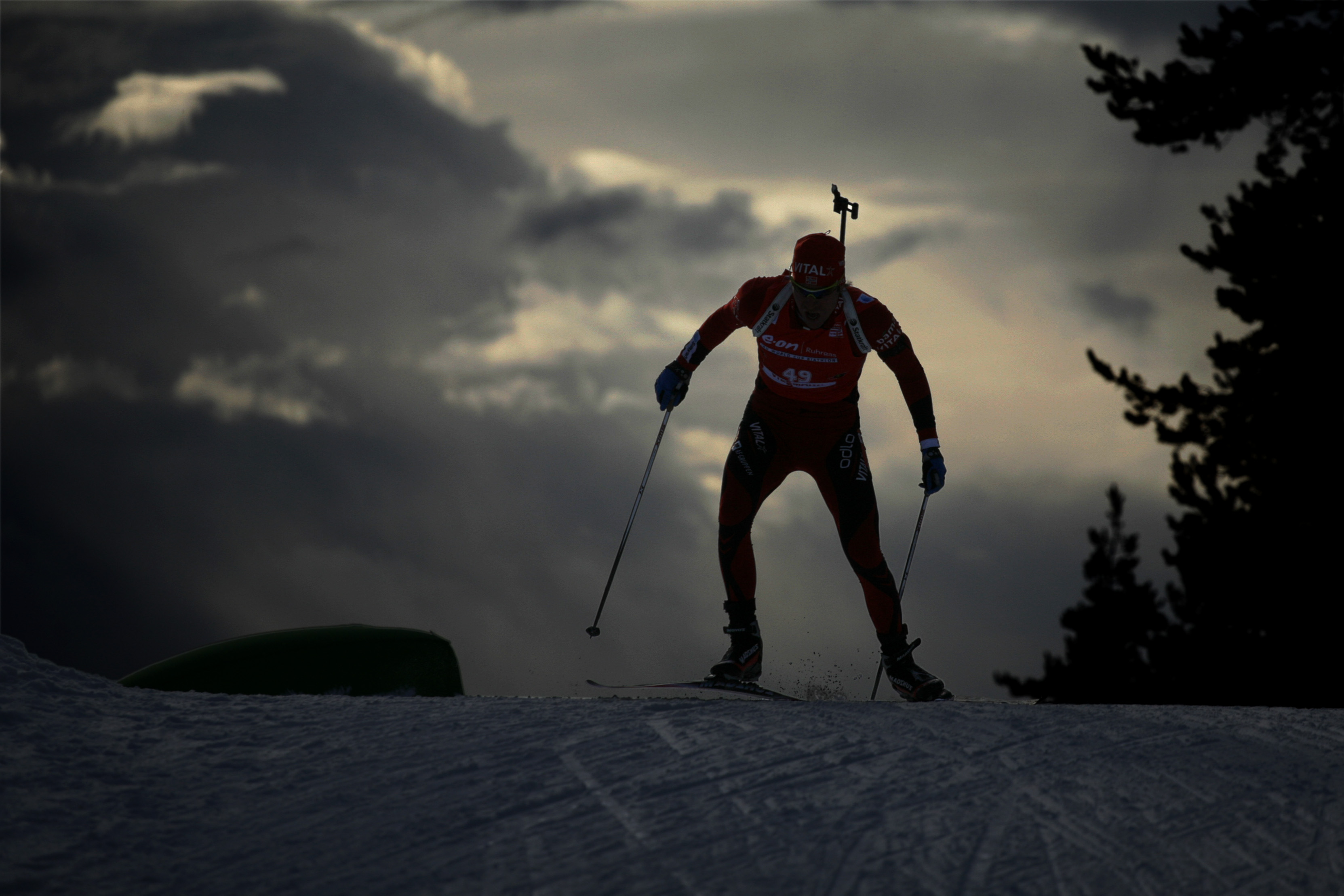
2010년 콘티오라흐티 월드컵 10km 스프린트 경기 당시의 스벤센